# Filmcamera
Een filmcamera is een toestel om snel opeenvolgende beelden vast te leggen op een lichtgevoelig medium (film) zodat ze later opnieuw bekeken kunnen worden.
Als zodanig stoelt de filmcamera op twee uitvindingen: fotografie - een vereniging van chemie en optiek - en mechanica. Deze werden in de loop van de negentiende eeuw zodanig met elkaar in verband gebracht, dat het vastleggen van enige tientallen beelden binnen enkele seconden mogelijk werd. Later werd dat verbeterd; de gevoeligheid van het materiaal werd hoger en het mechaniek sneller. Vandaag de dag kunnen high-speed-camera's honderden beelden per seconde vastleggen.
In de filmcamera, een meestal hanteerbaar kastje dat lichtdicht is uitgevoerd, wordt maagdelijk filmmateriaal tegenover een lens geplaatst. Door de lens komt gebundeld licht de camera binnen. Zo wordt een min of meer scherp beeld van de buitenwereld op de film geworpen en fotochemisch vastgelegd. Terwijl het licht wordt tegengehouden plaatst het mechaniek nieuw maagdelijk materiaal tegenover de lens. Het licht wordt weer toegelaten, een volgend beeld vastgelegd en zo verder.
Om dit proces gemakkelijk te laten verlopen heeft het filmmateriaal de vorm van een strook waarin op regelmatige afstanden gaatjes zijn geponst. Deze perforatiegaatjes stemmen overeen met het mechaniek dat het filmmateriaal in de camera verplaatst. Om het filmmateriaal vlak, op de juiste plaats en onbeschadigd tegenover de lens te plaatsen wordt het door een stelsel van licht klemmende, sledevormige onderdelen gevoerd. Deze komen slechts aan de rand met de film in aanraking; het beeldoppervlak ligt geheel vrij.
Na de belichting wordt de film ontwikkeld en afgedrukt, zodat de vastgelegde beelden bij daglicht kunnen worden bekeken.
Om te voorkomen dat het filmmateriaal, anders dan door de lens, belicht wordt zijn allerlei systemen ontworpen: spoeltjes met lichtdichte flenzen, vooral voor smal formaat, cassettes in verschillende varianten voor smal en breed formaat.
Tegelijk met de ontwikkeling van de filmcamera vond de uitvinding van de filmprojector plaats. Deze maakte het mogelijk om niet zomaar verschillende losse stadia van een beweging terug te zien, maar de beweging als geheel en ononderbroken.
Er bestaan diverse soorten filmcamera's, elk voor een andere filmbreedte.
In de vroege jaren van de cinematografie zijn er namelijk zeer veel filmformaten gekomen en gegaan, variërend van 4mm tot 70mm. In de loop der jaren bleven er vier formaten over: 8mm, 16mm, 35mm en 70mm.
De vroege (rijke) filmamateurs draaiden hun familiefilms op 16 mm, veelal met een veer aangedreven Bolex camera. Bekend uit de jaren vijftig en zestig is 'dubbel 8', eigenlijk 16 mm materiaal waarin extra perforaties waren gemaakt. In de camera werd eerst de ene, daarna de andere kant van de film belicht; in het laboratorium werd het materiaal gesplitst in twee stroken van 8mm. Super-8, dat bedoeld was voor amateur-thuis-gebruik had kleinere perforatiegaatjes en daardoor meer ruimte voor beeld. Dit is nu vrijwel geheel uit de gratie bij het grote publiek door de opkomst van de videocamera. Er is wel sprake van een opkomende markt voor professioneel Super-8: filmmateriaal heeft bepaalde fotografische eigenschappen (en kwaliteit) die video niet kan bieden.
Hoewel bredere formaten al vroeg werden gebruikt is op het professionele vlak altijd 35mm gebruikt. Vrijwel alle bioscoopfilms zijn tot op heden op dit formaat gedraaid en worden ook op dit formaat in de bioscoop vertoond. 70mm wordt o.a gebruikt voor IMAX-films en hebben dan ook een 70mm IMAX projectie nodig. Het zogenaamde 70 mm Cinemascope formaat waarop onder andere een klassieker als Lawrence of Arabia is gedraaid, vindt zijn oorsprong op een 65 mm negatief. Na opname en montage werd het beeld optisch overgezet naar 70 mm om ruimte te maken voor het geluidsspoor. 70 mm (65mm) loopt verticaal door de camera tijdens belichting, in tegenstelling tot IMAX 70 mm. Dit loopt met 15 perforaties per beeld horizontaal door de camera en heeft dus een veel groter negatief en een andere afbeeldingsmaatstaf dan 70 mm cinemascope. Deze camera's komen in Nederland niet voor. De bekendste camera-merken in Nederland zijn: Arri, Aaton en in mindere mate Moviecam, wat door Arri inmiddels is overgenomen. Daarin vallen in Nederland de volgende camera's te onderscheiden:
In 35mm
- Arri 235 – 35 mm Handheld camera, zonder Timecode
- Arri 535B - 35mm stille camera - met Timecode voor het geluid - van 4 tot 60 beelden per seconde
- Arri BL IV - voorloper van de 535B - 5 tot 36 beelden per seconde.
- Arri 435 - 35mm veel lawaai- met Timecode - van 2 tot 150 beelden per seconde.

(1 beeld instelbaar met single frame shutter)
- Arri III - 35mm - voorloper van de 435 maar nog steeds in gebruik (5-120 frs/sec)
- Aaton 35mm - geluidsarme camera met Timecode.

In 16mm
- Arri SR III - 16mm camera zowel met als zonder Timcode - 5 tot 75 beelden per seconde
- Arri SR III HS (High Speed) zelfde maar nu 5 tot 150 beelden per seconde.
- Aaton Prod - 16mm met Timecode - 3 tot 75 beelden per seconde.
- Aaton Minima - 16mm - verkleinde uitvoering - 1 tot 50 beelden - kan alleen kleinere rollen verwerken tot 60 meter en moet met daglichtspoelen. Kodak verkoopt deze rollen.

Internationaal wordt er veel gewerkt met verschillende types (Gold, Platinum en Millennium) van Panavision camera, van Arri wordt de Arricam ST en LT zeer veel gebruikt.
Standaard filmrollen voor 16 en 35mm zijn 122 meter lang (400 feet). Bij 16mm geeft dat iets meer dan 10 minuten opnamemateriaal. Bij 35mm is 122 meter goed voor 4 minuten. Er wordt ook gebruikgemaakt van 300 meter rollen (1000 Feet).
De opnametijd is afhankelijk van de snelheid waarmee de film door de camera loopt, normaal loopt een camera 24 b/s voor bioscoop en 25 b/s voor televisie. De vlindergrootte wordt aangepast om zogenaamde flikker tegen te gaan bij bijvoorbeeld fluorescerende lampen als TLbuizen. Normaal gebruikt een 35 mm camera 4 perforaties per beeld maar als er een krapper formaat gedraaid wordt, bijvoorbeeld 1:2.35, 1:1.85 of 1:1.78 dan kan volstaan worden met 3 perforaties per beeld, dit levert een materiaal besparing van meer dan 30% per rol.
35mm wordt vrijwel uitsluitend gebruikt voor speelfilms. Hoe groter het plaatje, des te beter de weergave op een filmdoek. Daar zit trouwens een ander onderscheid: wordt er iets voor de televisie gemaakt of moet het in de bioscoop draaien? Het kleine televisiescherm en de hoge filmmateriaal-kwaliteit van tegenwoordig zorgen voor een vergrote hoeveelheid gebruik van de 16mm, zelfs voor commercials.
16mm werd in eerste intantie ontwikkeld voor de amateur. In de jaren zestig werd het gebruikt om documentaires te draaien. Het materiaal had grote voordelen: lichtere rollen met 2 1/2 x de opnametijd, kleinere camera's, die makkelijker waren mee te nemen dan die voor 35mm. Door de verbetering van de kwaliteit van de filmmaterialen, ging men er in de jaren 80-90 toe over om ook speelfilms op 16mm te draaien en het materiaal in de nabewerking "op te blazen" (uit te vergroten) naar 35mm zodat vertoning in de theaters mogelijk was. Deze werkwijze bood een aanzienlijke besparing in opnamekosten. Het overzetten van 16mm materiaal of 3-perf materiaal gebeurt tegenwoordig digitaal en wordt zo overgezet naar standaard 35 mm materiaal. Desondanks probeert iedere filmmaker als het maar enigszins kan, voor een speelfilm op 35mm te draaien.
De belangrijkste leveranciers van Filmmateriaal zijn Kodak en Fuji.

## Werking

Schematische weergave van de werking van een filmcamera

Licht valt de camera binnen via de lens. Dit werpt een projectie op het filmvlak, dat afgekaderd wordt door de zogenaamde gate. Voor deze gate draait de vlinder met een vaste snelheid. De vlinder is een meestal half geopende cirkel. De opening kan variëren, zo kan de sluitertijd bepaald worden. Aan de lenszijde van de vlinder zit een spiegel bevestigd, die het licht naar het oculair voert, zodat de cameraman het beeld kan zien. Als de vlinder dicht is en de film dus niet belicht wordt, wordt de film met behulp van de perforatie aan de zijkant doorgeschoven, zodat er een 'vers' beeldje voor de gate komt te liggen.